# Proceedings of the National Academy of Sciences of the United States of America
Proceedings of the National Academy of Sciences of the United States of America (Proc. Natl. Acad. Sci. USA o PNAS) és una revista científica publicada per l'Acadèmia Nacional de les Ciències dels Estats Units. Fundada el 1915, és publicada setmanalment en forma impresa i abasta tots els camps de la ciència, tot i que se centra en la biologia i disciplines relacionades, com ara la medicina i la biotecnologia. May Berenbaum n'és la redactora en cap des del 2019.
Es tracta d'una revista avaluada per experts. Els membres de l'Acadèmia tenen dret a presentar fins a quatre articles propis a l'any per al procés d'avaluació d'experts.
És una de les revistes científiques amb més articles publicats al llarg de la seva història. El 2019 tenia un factor d'impacte de 9,412, cosa que la situava en el vuitè lloc d'entre 71 revistes multidisciplinàries. L'any el seu factor d'impacte era de 11.205. PNAS és la segona revista científica més citada, amb un total de més d'1.9 milions de cites del 2008 al 2018. En els mitjans, PNAS ha estat descrita com una revista «prestigiosa», «assossegada», «reconeguda», i «de gran impacte».
Segueix un model d'accés obert diferit pel qual els articles passen a ser consultables gratuïtament en línia sis mesos després de la seva publicació.